# Lerista parameles
Lerista parameles — вид сцинкоподібних ящірок родини сцинкових (Scincidae). Ендемік Австралії. Описаний у 2019 році.

## Поширення і екологія
Lerista parameles мешкають на північному сході Квінсленду, в околицях міста Чіллаго в басейні річки Мітчелл. Вони живуть в рідколіссях і саванах нагір'я Ейнаслі.